# Колумбия на летних Олимпийских играх 2016
Колумбия на летних Олимпийских играх 2016 года была представлена 147 спортсменами в 19 видах спорта. Знаменосцем сборной Колумбии на церемонии открытия Игр стала трёхкратная чемпионка мира дзюдоистка Юри Альвеар, а на церемонии закрытия — боксёрша Ингрит Валенсия, ставшая бронзовым призёром в весовой категории до 51 кг. По итогам соревнований на счету колумбийских спортсменов было 3 золотые, 2 серебряные и 3 бронзовые медали, что позволило сборной Колумбии занять 23-е место в неофициальном медальном зачёте.
Игры в Бразилии стали самыми успешными для колумбийцев. Если за всю историю до этого колумбийские спортсмены завоевали две золотые медали, то в Рио они выиграли сразу три.

## Медали
| Золото  |                     |                                           |            |
| №       | Спортсмены          | Вид спорта (дисциплина)                   | Дата       |
| 1       | Оскар Фигероа       | Тяжёлая атлетика (до 62 кг, мужчины)      | 8 августа  |
| 2       | Катрин Ибаргуэн     | Лёгкая атлетика (тройной прыжок, женщины) | 14 августа |
| 3       | Мариана Пахон       | Велоспорт (BMX, женщины)                  | 19 августа |
| Серебро |                     |                                           |            |
| №       | Спортсмены          | Вид спорта (дисциплина)                   | Дата       |
| 1       | Юри Альвеар         | Дзюдо (до 70 кг, женщины)                 | 10 августа |
| 2       | Юберхен Мартинес    | Бокс (до 49 кг, мужчины)                  | 14 августа |
| Бронза  |                     |                                           |            |
| №       | Спортсмены          | Вид спорта (дисциплина)                   | Дата       |
| 1       | Луис Хавьер Москера | Тяжёлая атлетика (до 69 кг, мужчины)      | 9 августа  |
| 2       | Ингрит Валенсия     | Бокс (до 51 кг, женщины)                  | 18 августа |
| 3       | Карлос Рамирес      | Велоспорт (BMX, мужчины)                  | 19 августа |

## Состав сборной
Бокс
1. Сейбер Авила
2. Хорхе Вивас
3. Хуан Карлос Каррильо
4. Юберхен Мартинес
5. Ингрит Валенсия

 Борьба
Вольная борьба
1. Карлос Искередо
2. Каролина Кастильо
3. Андреа Олая
4. Жаклин Рентерия

Греко-римская борьба
1. Карлос Муньос

Велоспорт
 Шоссейный велоспорт
1. Мигель Анхель Лопес
2. Харлинсон Пантано
3. Ригоберто Уран
4. Эстебан Чавес
5. Серхио Энао
6. Ана Санабрия

 Трековый велоспорт
1. Фернандо Гавирия
2. Фабиан Пуэрта
3. Сантьяго Рамирес
4. Марта Байона
5. Хулиана Гавирия

 Маунтинбайк
1. Хоннатан Ботеро

 BMX
1. Карлос Окендо
2. Карлос Рамирес
3. Мариана Пахон

 Гольф
1. Марьяхо Урибе

 Дзюдо
1. Юри Альвеар
2. Ядинис Амарис

 Конный спорт
1. Даниэль Блуман
2. Рене Лопес

 Лёгкая атлетика
1. Эйдер Аревало
2. Бернардо Балойес
3. Диего Колорадо
4. Карлос Лемос
5. Хосе Монтанья
6. Джон Мурильо
7. Маурисио Ортега
8. Диего Паломеке
9. Джон Перласа
10. Хамес Рендон
11. Йейсон Ривас
12. Рафит Родригес
13. Андрес Руис
14. Хорхе Армандо Руис
15. Антони Самбрано
16. Эстебан Сото
17. Луис Фернандо Лопес
18. Жерар Хиральдо
19. Эрика Абриль
20. Эвелис Агилар
21. Сандра Аренас
22. Келлис Ариас
23. Сандра Гальвис
24. Катрин Ибаргуэн
25. Йесейда Каррильо
26. Мюриэль Конео
27. Сандра Лемос
28. Бриджит Мерлано
29. Анхье Орхуэла
30. Эльесит Паласиос
31. Эвелин Ривера
32. Флор Руис
33. Йосирис Уррутия

 Настольный теннис
1. Лади Руано

 Парусный спорт
1. Сантьяго Грильо

 Плавание
1. Хонатан Гомес
2. Хорхе Мурильо
3. Омар Пинсон
4. Исабелла Арсилья

 Прыжки в воду
1. Себастьян Вилья
2. Себастьян Моралес
3. Виктор Ортега
4. Диана Пинеда

 Регби-7
1. Квота 1
2. Квота 2
3. Квота 3
4. Квота 4
5. Квота 5
6. Квота 6
7. Квота 7
8. Квота 8
9. Квота 9
10. Квота 10
11. Квота 11
12. Квота 12

 Синхронное плавание
1. Эстефания Альварес
2. Моника Аранго

 Спортивная гимнастика
1. Джоссимар Кальво
2. Каталина Эскобар

 Стрельба
1. Данило Каро

 Стрельба из лука
1. Андрес Пила
2. Каролина Агирре
3. Ана Рендон
4. Наталия Санчес

 Теннис
1. Хуан Себастьян Кабаль
2. Роберт Фара
3. Мариана Дуке-Мариньо

 Тхэквондо
1. Квота 1
2. Квота 2

 Тяжёлая атлетика
1. Хабиб Да Лас Салас
2. Квота 2
3. Квота 3
4. Квота 4
5. Квота 5
6. Мерседес Перес
7. Квота 7
8. Квота 8
9. Квота 9

 Фехтование
1. Джон Эдисон Родригес
2. Саския Гарсия

 Футбол
1. Квота 1
2. Квота 2
3. Квота 3
4. Квота 4
5. Квота 5
6. Квота 6
7. Квота 7
8. Квота 8
9. Квота 9
10. Квота 10
11. Квота 11
12. Квота 12
13. Квота 13
14. Квота 14
15. Квота 15
16. Квота 16
17. Квота 17
18. Квота 18
19. Квота 19
20. Квота 20
21. Квота 21
22. Квота 22
23. Квота 23
24. Квота 24
25. Квота 25
26. Квота 26
27. Квота 27
28. Квота 28
29. Квота 29
30. Квота 30
31. Квота 31
32. Квота 32
33. Квота 33
34. Квота 34
35. Квота 35
36. Квота 36

## Результаты соревнований

### Бокс
Квоты, завоёванные спортсменами являются именными. Если от одной страны путёвки на Игры завоюют два и более спортсмена, то право выбора боксёра предоставляется национальному Олимпийскому комитету. Соревнования по боксу проходят по системе плей-офф. Для победы в олимпийском турнире боксёру необходимо одержать либо четыре, либо пять побед в зависимости от жеребьёвки соревнований. Оба спортсмена, проигравшие в полуфинальных поединках, становятся обладателями бронзовых наград.
Мужчины
| Категория | Спортсмены           | Первый раунд             | Второй раунд          | Четвертьфинал        | Полуфинал                 | Финал                    | Место                |
| Категория | Спортсмены           | Соперник Результат       | Соперник Результат    | Соперник Результат   | Соперник Результат        | Соперник Результат       | Место                |
| --------- | -------------------- | ------------------------ | --------------------- | -------------------- | ------------------------- | ------------------------ | -------------------- |
| до 49 кг  | Юберхен Мартинес     | BRAП. Лоренсу В 3:0      | PHIР. Ладон (5) В 3:0 | ESPС. Кармона В 2:1  | CUBХ. Архилагос (1) В 2:1 | UZBХ. Дусматов (3) П 0:3 | 2                    |
| до 52 кг  | Сейбер Авила         | Не участвовал            | MEXЭ. Эмихдио В 3:0   | RUSМ. Алоян П 0:3    | Завершил выступление      | Завершил выступление     | 5                    |
| до 75 кг  | Хорхе Вивас          | CMRВ. Нсенге П 1:2       | Завершил выступление  | Завершил выступление | Завершил выступление      | Завершил выступление     | Завершил выступление |
| до 81 кг  | Хуан Карлос Каррильо | KGZЭ. Адылбек уулу В 3:0 | FRAМ. Бодерлик П 0:3  | Завершил выступление | Завершил выступление      | Завершил выступление     | Завершил выступление |

Женщины
| Категория | Спортсмены      | Первый раунд         | Четвертьфинал      | Полуфинал          | Финал                 | Место |
| Категория | Спортсмены      | Соперник Результат   | Соперник Результат | Соперник Результат | Соперник Результат    | Место |
| --------- | --------------- | -------------------- | ------------------ | ------------------ | --------------------- | ----- |
| до 51 кг  | Ингрит Валенсия | CAFЮ. Мбуньяде В TKO | THAП. Лаопим В 3-0 | FRAС. Урамун П 1-2 | Завершила выступление | 3     |

### Борьба
В соревнованиях по борьбе, как и на предыдущих трёх Играх, будет разыгрываться 18 комплектов наград. По 6 у мужчин в вольной и греко-римской борьбе и 6 у женщин в вольной борьбе. Турнир пройдёт по олимпийской системе с выбыванием. В утешительный раунд попадают участники, проигравшие в своих поединках будущим финалистам соревнований. Каждый поединок состоит из двух раундов по 3 минуты, победителем становится спортсмен, набравший большее количество технических очков. По окончании схватки, в зависимости от результатов спортсменам начисляются классификационные очки.
Мужчины
Вольная борьба
| Категория | Спортсмены | Первый раунд       | 1/8 финала         | Четвертьфинал      | Полуфинал          | Финал              | Место |
| Категория | Спортсмены | Соперник Результат | Соперник Результат | Соперник Результат | Соперник Результат | Соперник Результат | Место |
| --------- | ---------- | ------------------ | ------------------ | ------------------ | ------------------ | ------------------ | ----- |
| до 74 кг  |            |                    |                    |                    |                    |                    |       |

Греко-римская борьба
| Категория | Спортсмены | Первый раунд       | 1/8 финала         | Четвертьфинал      | Полуфинал          | Финал              | Место |
| Категория | Спортсмены | Соперник Результат | Соперник Результат | Соперник Результат | Соперник Результат | Соперник Результат | Место |
| --------- | ---------- | ------------------ | ------------------ | ------------------ | ------------------ | ------------------ | ----- |
| до 75 кг  |            |                    |                    |                    |                    |                    |       |

Женщины
Вольная борьба
| Соревнование | Спортсмены | Первый раунд       | 1/8 финала         | Четвертьфинал      | Полуфинал          | Финал              | Место |
| Соревнование | Спортсмены | Соперник Результат | Соперник Результат | Соперник Результат | Соперник Результат | Соперник Результат | Место |
| ------------ | ---------- | ------------------ | ------------------ | ------------------ | ------------------ | ------------------ | ----- |
| до 48 кг     |            |                    |                    |                    |                    |                    |       |
| до 58 кг     |            |                    |                    |                    |                    |                    |       |
| до 75 кг     |            |                    |                    |                    |                    |                    |       |

### Велоспорт

#### Шоссейный велоспорт
Мужчины
| Соревнование    | Спортсмены          | Время   | Место | Отставание |
| --------------- | ------------------- | ------- | ----- | ---------- |
| групповая гонка | Эстебан Чавес       | 6:13:39 | 21    | +3:34      |
| групповая гонка | Мигель Анхель Лопес | DNF     | DNF   | DNF        |
| групповая гонка | Харлинсон Пантано   | DNF     | DNF   | DNF        |
| групповая гонка | Ригоберто Уран      | DNF     | DNF   | DNF        |
| групповая гонка | Серхио Энао         | DNF     | DNF   | DNF        |

Женщины
| Соревнование    | Спортсмены   | Время   | Место | Отставание |
| --------------- | ------------ | ------- | ----- | ---------- |
| групповая гонка | Ана Санабрия | 4:01:29 | 40    | +10:02     |

#### Трековый велоспорт
Спринт
| Соревнование | Спортсмены       | Квалификация   | Квалификация | Раунд 1                 | Утешительный заезд       | Раунд 2                 | Утешительный заезд       | Четвертьфинал           | Полуфинал               | Финал                    | Место |
| Соревнование | Спортсмены       | Время Скорость | Место        | Соперник Время Скорость | Соперники Время Скорость | Соперник Время Скорость | Соперники Время Скорость | Соперник Время Скорость | Соперник Время Скорость | Соперники Время Скорость | Место |
| ------------ | ---------------- | -------------- | ------------ | ----------------------- | ------------------------ | ----------------------- | ------------------------ | ----------------------- | ----------------------- | ------------------------ | ----- |
| мужчины      | Фабиан Пуэрта    |                |              |                         |                          |                         |                          |                         |                         |                          |       |
| мужчины      | Сантьяго Рамирес |                |              |                         |                          |                         |                          |                         |                         |                          |       |
| женщины      | Хулиана Гавирия  |                |              |                         |                          |                         |                          |                         |                         |                          |       |

Кейрин
| Соревнование | Спортсмены    | Первый раунд | Первый раунд | Утешительный заезд | Утешительный заезд | Второй раунд | Второй раунд | Финал | Итоговое место |
| Соревнование | Спортсмены    | Заезд        | Место        | Заезд              | Место              | Заезд        | Место        | Место | Итоговое место |
| ------------ | ------------- | ------------ | ------------ | ------------------ | ------------------ | ------------ | ------------ | ----- | -------------- |
| мужчины      | Фабиан Пуэрта |              |              |                    |                    |              |              |       |                |
| женщины      | Марта Байона  |              |              |                    |                    |              |              |       |                |

Омниум
| Соревнование | Спортсмены       | Круг с хода | Круг с хода | Гонка по очкам | Гонка по очкам | Гонка с выбыванием | Гонка преследования | Гонка преследования | Скретч | Гит с места | Гит с места | Сумма очков | Итоговое место |
| Соревнование | Спортсмены       | Время       | Место       | Очки           | Место          | Место              | Время               | Место               | Место  | Время       | Место       | Сумма очков | Итоговое место |
| ------------ | ---------------- | ----------- | ----------- | -------------- | -------------- | ------------------ | ------------------- | ------------------- | ------ | ----------- | ----------- | ----------- | -------------- |
| мужчины      | Фернандо Гавирия |             |             |                |                |                    |                     |                     |        |             |             |             |                |

#### Маунтинбайк
Мужчины
| Соревнование | Спортсмены      | Время | Место | Отставание |
| ------------ | --------------- | ----- | ----- | ---------- |
| кросс-кантри | Хоннатан Ботеро |       |       |            |

#### BMX
Мужчины
| Соревнование | Спортсмены     | Квалификация | Квалификация | 1\4 финала | 1\4 финала  | 1\4 финала  | 1\4 финала  | 1\4 финала  | 1\4 финала  | 1\4 финала | 1\4 финала | 1\2 финала | 1\2 финала  | 1\2 финала  | 1\2 финала  | 1\2 финала | 1\2 финала | Финал | Финал | Место |
| Соревнование | Спортсмены     | Время        | Место        | Заезд      | 1 гонка     | 2 гонка     | 3 гонка     | 4 гонка     | 5 гонка     | Всего      | Место      | Заезд      | 1 гонка     | 2 гонка     | 3 гонка     | Всего      | Место      | Финал | Финал | Место |
| Соревнование | Спортсмены     | Время        | Место        | Заезд      | Время Место | Время Место | Время Место | Время Место | Время Место | Всего      | Место      | Заезд      | Время Место | Время Место | Время Место | Всего      | Место      | Время | Место | Место |
| ------------ | -------------- | ------------ | ------------ | ---------- | ----------- | ----------- | ----------- | ----------- | ----------- | ---------- | ---------- | ---------- | ----------- | ----------- | ----------- | ---------- | ---------- | ----- | ----- | ----- |
| BMX          | Карлос Рамирес |              |              |            |             |             |             |             |             |            |            |            |             |             |             |            |            |       |       |       |
| BMX          | Карлос Окендо  |              |              |            |             |             |             |             |             |            |            |            |             |             |             |            |            |       |       |       |

Женщины
| Соревнование | Спортсмены    | Квалификация | Квалификация | 1\2 финала | 1\2 финала  | 1\2 финала  | 1\2 финала  | 1\2 финала | 1\2 финала | Финал | Финал | Место |
| Соревнование | Спортсмены    | Время        | Место        | Заезд      | 1 гонка     | 2 гонка     | 3 гонка     | Всего      | Место      | Финал | Финал | Место |
| Соревнование | Спортсмены    | Время        | Место        | Заезд      | Время Место | Время Место | Время Место | Всего      | Место      | Время | Место | Место |
| ------------ | ------------- | ------------ | ------------ | ---------- | ----------- | ----------- | ----------- | ---------- | ---------- | ----- | ----- | ----- |
| BMX          | Мариана Пахон |              |              |            |             |             |             |            |            |       |       |       |

### Водные виды спорта

#### Плавание
В следующий раунд на каждой дистанции проходят спортсмены, показавшие лучший результат, независимо от места, занятого в своём заплыве.
Мужчины
| Дистанция              | Спортсмены    | Предварительный раунд | Предварительный раунд | Предварительный раунд | Полуфинал            | Полуфинал            | Полуфинал            | Финал                | Финал                |
| Дистанция              | Спортсмены    | Заплыв                | Результат             | Место                 | Заплыв               | Результат            | Место                | Результат            | Место                |
| ---------------------- | ------------- | --------------------- | --------------------- | --------------------- | -------------------- | -------------------- | -------------------- | -------------------- | -------------------- |
| 200 метров баттерфляем | Хонатан Гомес | 4                     | 1:56,65               | 15 Q                  | 2                    | 1:57,47              | 15                   | завершил выступление | завершил выступление |
| 200 метров на спине    | Омар Пинсон   | 3                     | 1:59,69               | 22                    | завершил выступление | завершил выступление | завершил выступление | завершил выступление | завершил выступление |
| 100 метров брассом     | Хорхе Мурильо | 3                     | 59,93                 | 14 Q                  | 1                    | 1:00,81              | 16                   | завершил выступление | завершил выступление |
| 200 метров брассом     | Хорхе Мурильо | 2                     | 2:12,81               | 28                    | завершил выступление | завершил выступление | завершил выступление | завершил выступление | завершил выступление |

Женщины
| Дистанция                | Спортсмены       | Предварительный раунд | Предварительный раунд | Предварительный раунд | Полуфинал | Полуфинал | Полуфинал | Финал     | Финал |
| Дистанция                | Спортсмены       | Заплыв                | Результат             | Место                 | Заплыв    | Результат | Место     | Результат | Место |
| ------------------------ | ---------------- | --------------------- | --------------------- | --------------------- | --------- | --------- | --------- | --------- | ----- |
| 50 метров вольным стилем | Исабелла Арсилья |                       |                       |                       |           |           |           |           |       |

#### Прыжки в воду
Мужчины
| Соревнование      | Спортсмены        | Предварительный раунд | Предварительный раунд | Полуфинал | Полуфинал | Финал     | Финал |
| Соревнование      | Спортсмены        | Результат             | Место                 | Результат | Место     | Результат | Место |
| ----------------- | ----------------- | --------------------- | --------------------- | --------- | --------- | --------- | ----- |
| трамплин, 3 метра | Себастьян Вилья   |                       |                       |           |           |           |       |
| вышка, 10 метров  | Себастьян Моралес |                       |                       |           |           |           |       |
| вышка, 10 метров  | Виктор Ортега     |                       |                       |           |           |           |       |

Женщины
| Соревнование      | Спортсмены   | Предварительный раунд | Предварительный раунд | Полуфинал | Полуфинал | Финал     | Финал |
| Соревнование      | Спортсмены   | Результат             | Место                 | Результат | Место     | Результат | Место |
| ----------------- | ------------ | --------------------- | --------------------- | --------- | --------- | --------- | ----- |
| трамплин, 3 метра | Диана Пинеда |                       |                       |           |           |           |       |

#### Синхронное плавание
По итогам квалификационного раунда в соревнованиях дуэтов в финал проходят 12 сильнейших сборных. В финале синхронистки исполняют только произвольную программу. Итоговая сумма складывается из результатов финальной произвольной программы и баллов, полученных дуэтами за техническую программу, исполненную в квалификационном раунде.
| Соревнование | Спортсмены                       | Квалификация          | Квалификация          | Квалификация           | Квалификация           | Квалификация | Квалификация | Финал                  | Финал                  | Итоговый результат    | Итоговый результат |
| Соревнование | Спортсмены                       | Техническая программа | Техническая программа | Произвольная программа | Произвольная программа | Всего        | Всего        | Произвольная программа | Произвольная программа | Итоговый результат    | Итоговый результат |
| Соревнование | Спортсмены                       | Баллы                 | Место                 | Баллы                  | Место                  | Баллы        | Место        | Баллы                  | Место                  | Баллы                 | Место              |
| ------------ | -------------------------------- | --------------------- | --------------------- | ---------------------- | ---------------------- | ------------ | ------------ | ---------------------- | ---------------------- | --------------------- | ------------------ |
| дуэты        | Эстефания Альварес Моника Аранго | 80,3363               | 17                    | 80,4667                | 17                     | 160,8030     | 16           | Завершили выступление  | Завершили выступление  | Завершили выступление | 16                 |

### Гимнастика

#### Спортивная гимнастика
В квалификационном раунде проходил отбор, как в финал командного многоборья, так и в финалы личных дисциплин. В финал индивидуального многоборья отбиралось 24 спортсмена с наивысшими результатами, а в финалы отдельных упражнений по 8 спортсменов, причём в финале личных дисциплин страна не могла быть представлена более, чем 2 спортсменами. В командном многоборье в квалификации на каждом снаряде выступали по 4 спортсмена, а в зачёт шли три лучших результата. В финале командных соревнований на каждом снаряде выступало по три спортсмена и все три результата шли в зачёт.
Мужчины
Многоборья
| Соревнование      | Спортсмены       | Квалификация        | Квалификация | Квалификация | Квалификация   | Квалификация        | Квалификация | Квалификация | Квалификация | Финал               | Финал  | Финал  | Финал          | Финал               | Финал       | Финал  | Финал |
| Соревнование      | Спортсмены       | Вольные выступления | Конь         | Кольца       | Опорный прыжок | Параллельные брусья | Перекладина  | Всего        | Место        | Вольные выступления | Конь   | Кольца | Опорный прыжок | Параллельные брусья | Перекладина | Всего  | Место |
| ----------------- | ---------------- | ------------------- | ------------ | ------------ | -------------- | ------------------- | ------------ | ------------ | ------------ | ------------------- | ------ | ------ | -------------- | ------------------- | ----------- | ------ | ----- |
| личное многоборье | Джоссимар Кальво | 14,175              | 15,033       | 14,166       | 13,766         | 15,400              | 14,966       | 87,506       | 13 Q         | 14,650              | 14,700 | 14,433 | 14,833         | 15,366              | 14,933      | 88,915 | 10    |

Индивидуальные упражнения
| Соревнование        | Спортсмены       | Квалификация | Квалификация | Финал                | Финал                |
| Соревнование        | Спортсмены       | Очки         | Место        | Очки                 | Место                |
| ------------------- | ---------------- | ------------ | ------------ | -------------------- | -------------------- |
| вольные упражнения  | Джоссимар Кальво | 14,175       | 39           | Завершил выступление | Завершил выступление |
| конь                | Джоссимар Кальво | 15,033       | 12           | Завершил выступление | Завершил выступление |
| кольца              | Джоссимар Кальво | 14,166       | 39           | Завершил выступление | Завершил выступление |
| параллельные брусья | Джоссимар Кальво | 15,400       | 13           | Завершил выступление | Завершил выступление |
| перекладина         | Джоссимар Кальво | 14,966       | 12           | Завершил выступление | Завершил выступление |

Женщины
Многоборья
| Соревнование      | Спортсмены       | Квалификация   | Квалификация        | Квалификация | Квалификация       | Квалификация | Квалификация | Финал                 | Финал                 | Финал                 | Финал                 | Финал                 | Финал                 |
| Соревнование      | Спортсмены       | Опорный прыжок | Разновысокие брусья | Бревно       | Вольные упражнения | Всего        | Место        | Опорный прыжок        | Разновысокие брусья   | Бревно                | Вольные упражнения    | Всего                 | Место                 |
| ----------------- | ---------------- | -------------- | ------------------- | ------------ | ------------------ | ------------ | ------------ | --------------------- | --------------------- | --------------------- | --------------------- | --------------------- | --------------------- |
| личное многоборье | Каталина Эскобар | DNS            | 13,058              | 10,200       | 13,200             | —            | DNF          | Завершила выступление | Завершила выступление | Завершила выступление | Завершила выступление | Завершила выступление | Завершила выступление |

Индивидуальные упражнения
| Соревнование        | Спортсмены       | Квалификация | Квалификация | Финал                 | Финал                 |
| Соревнование        | Спортсмены       | Очки         | Место        | Очки                  | Место                 |
| ------------------- | ---------------- | ------------ | ------------ | --------------------- | --------------------- |
| опорный прыжок      | Каталина Эскобар | DNS          | DNS          | Завершила выступление | Завершила выступление |
| разновысокие брусья | Каталина Эскобар | 13,058       | 61           | Завершила выступление | Завершила выступление |
| бревно              | Каталина Эскобар | 10,200       | 82           | Завершила выступление | Завершила выступление |
| вольные упражнения  | Каталина Эскобар | 3,700        | 82           | Завершила выступление | Завершила выступление |

### Гольф
Последний раз соревнования по гольфу в рамках Олимпийских игр проходили в 1904 году. Соревнования гольфистов пройдут на 18-луночном поле, со счётом 72 пар. Каждый участник пройдёт все 18 лунок по 4 раза.
Женщины
| Соревнование | Спортсмены    | Первый раунд | Первый раунд | Второй раунд | Второй раунд | Третий раунд | Третий раунд | Четвёртый раунд | Четвёртый раунд | Итоговый результат | Итоговое место |
| Соревнование | Спортсмены    | Очки         | Место        | Очки         | Место        | Очки         | Место        | Очки            | Место           | Итоговый результат | Итоговое место |
| ------------ | ------------- | ------------ | ------------ | ------------ | ------------ | ------------ | ------------ | --------------- | --------------- | ------------------ | -------------- |
| женщины      | Марьяхо Урибе |              |              |              |              |              |              |                 |                 |                    |                |

### Дзюдо
Соревнования по дзюдо проводились по системе с выбыванием. В утешительные раунды попадали спортсмены, проигравшие полуфиналистам турнира. Два спортсмена, одержавших победу в утешительном раунде, в поединке за бронзу сражались с дзюдоистами, проигравшими в полуфинале.
Женщины
| Категория | Спортсмены    | 1/16 финала            | 1/8 финала                | Четвертьфинал            | Полуфинал              | Финал                    | Место |
| Категория | Спортсмены    | Соперник Результат     | Соперник Результат        | Соперник Результат       | Соперник Результат     | Соперник Результат       | Место |
| --------- | ------------- | ---------------------- | ------------------------- | ------------------------ | ---------------------- | ------------------------ | ----- |
| до 57 кг  | Ядинис Амарис | KOSН. Гякова П 000:100 | завершила выступление     | завершила выступление    | завершила выступление  | завершила выступление    | 17    |
| до 70 кг  | Юри Альвеар   | не участвовала         | PURМ. Перес В 000s2:000s3 | ESPМ. Бернабеу В 100:000 | GBRС. Конуэй В 010:000 | JPNХ. Татимото П 000:100 | 2     |

### Конный спорт
Конкур
В каждом из раундов спортсменам необходимо было пройти дистанцию с разным количеством препятствий и разным лимитом времени. За каждое сбитое препятствие спортсмену начислялось 4 штрафных балла, за превышение лимита времени 1 штрафное очко (за каждые 5 секунд). В финал личного первенства могло пройти только три спортсмена от одной страны. Командный конкур проводился в рамках второго и третьего раунда индивидуальной квалификации. В зачёт командных соревнований шли три лучших результата, показанные спортсменами во время личного первенства. Если спортсмен выбывал из индивидуальных соревнований после первого или второго раундов, то он всё равно продолжал свои выступления, но результаты при этом шли только в командный зачёт.
| Соревнование  | Спортсмены                       | Квалификация | Квалификация | Квалификация | Квалификация | Квалификация | Квалификация | Квалификация | Квалификация | Финал   | Финал   | Финал   | Финал | Финал | Итоговое место |
| Соревнование  | Спортсмены                       | 1 раунд      | 1 раунд      | 2 раунд      | Всего        | Всего        | 3 раунд      | Всего        | Всего        | Финал A | Финал A | Финал B | Всего | Всего | Итоговое место |
| Соревнование  | Спортсмены                       | Штраф        | Место        | Штраф        | Штраф        | Место        | Штраф        | Штраф        | Место        | Штраф   | Место   | Штраф   | Штраф | Место | Итоговое место |
| ------------- | -------------------------------- | ------------ | ------------ | ------------ | ------------ | ------------ | ------------ | ------------ | ------------ | ------- | ------- | ------- | ----- | ----- | -------------- |
| личный конкур | Даниэль Блуман лошадь — Apardi   |              |              |              |              |              |              |              |              |         |         |         |       |       |                |
| личный конкур | Рене Лопес лошадь — Con Dios III |              |              |              |              |              |              |              |              |         |         |         |       |       |                |

### Лёгкая атлетика
Мужчины
Беговые дисциплины
| Дисциплина                    | Спортсмен                                                | Предварительный раунд | Предварительный раунд | Предварительный раунд | Четвертьфиналы | Четвертьфиналы | Четвертьфиналы | Полуфиналы | Полуфиналы | Полуфиналы | Финал | Финал |
| Дисциплина                    | Спортсмен                                                | Забег                 | Время                 | Место                 | Забег          | Время          | Место          | Забег      | Время      | Место      | Время | Место |
| ----------------------------- | -------------------------------------------------------- | --------------------- | --------------------- | --------------------- | -------------- | -------------- | -------------- | ---------- | ---------- | ---------- | ----- | ----- |
| бег на 200 метров             | Бернардо Балойес                                         |                       |                       |                       | не проводится  | не проводится  | не проводится  |            |            |            |       |       |
| бег на 400 метров             | Диего Паломеке                                           |                       |                       |                       | не проводится  | не проводится  | не проводится  |            |            |            |       |       |
| бег на 800 метров             | Рафит Родригес                                           |                       |                       |                       | не проводится  | не проводится  | не проводится  |            |            |            |       |       |
| бег на 110 метров с барьерами | Йейсон Ривас                                             |                       |                       |                       | не проводится  | не проводится  | не проводится  |            |            |            |       |       |
| Эстафета                      | Предварительный раунд                                    | Предварительный раунд | Предварительный раунд | Предварительный раунд | Полуфинал      | Полуфинал      | Полуфинал      | Финал      | Финал      | Финал      | Финал | Финал |
| Эстафета                      | Состав                                                   | Забег                 | Время                 | Место                 | Забег          | Время          | Место          | Состав     | Состав     | Состав     | Время | Место |
| эстафета 4×400 метров         | Антони Самбрано Диего Паломеке Карлос Лемос Джон Перласа |                       |                       |                       | не проводится  | не проводится  | не проводится  |            |            |            |       |       |

Шоссейные дисциплины
| Дисциплина              | Спортсмен           | Время | Место | Отставание |
| ----------------------- | ------------------- | ----- | ----- | ---------- |
| марафон                 | Андрес Руис         |       |       |            |
| марафон                 | Диего Колорадо      |       |       |            |
| марафон                 | Жерар Хиральдо      |       |       |            |
| ходьба на 20 километров | Эстебан Сото        |       |       |            |
| ходьба на 20 километров | Эйдер Аревало       |       |       |            |
| ходьба на 20 километров | Луис Фернандо Лопес |       |       |            |
| ходьба на 50 километров | Хорхе Армандо Руис  |       |       |            |
| ходьба на 50 километров | Хосе Монтанья       |       |       |            |
| ходьба на 50 километров | Хамес Рендон        |       |       |            |

Технические дисциплины
| Дисциплина     | Спортсмен       | Квалификация | Квалификация | Финал     | Финал |
| Дисциплина     | Спортсмен       | Результат    | Место        | Результат | Место |
| -------------- | --------------- | ------------ | ------------ | --------- | ----- |
| тройной прыжок | Джон Мурильо    |              |              |           |       |
| метание диска  | Маурисио Ортега |              |              |           |       |

Женщины
 Беговые дисциплины
| Дисциплина                    | Спортсмен        | Предварительный раунд | Предварительный раунд | Предварительный раунд | Четвертьфиналы | Четвертьфиналы | Четвертьфиналы | Полуфиналы | Полуфиналы | Полуфиналы | Финал | Финал |
| Дисциплина                    | Спортсмен        | Забег                 | Время                 | Место                 | Забег          | Время          | Место          | Забег      | Время      | Место      | Время | Место |
| ----------------------------- | ---------------- | --------------------- | --------------------- | --------------------- | -------------- | -------------- | -------------- | ---------- | ---------- | ---------- | ----- | ----- |
| бег на 100 метров             | Эльесит Паласиос |                       |                       |                       |                |                |                |            |            |            |       |       |
| бег на 100 метров             | Эвелин Ривера    |                       |                       |                       |                |                |                |            |            |            |       |       |
| бег на 1500 метров            | Мюриэль Конео    |                       |                       |                       | не проводится  | не проводится  | не проводится  |            |            |            |       |       |
| бег на 100 метров с барьерами | Бриджит Мерлано  |                       |                       |                       | не проводится  | не проводится  | не проводится  |            |            |            |       |       |

Шоссейные дисциплины
| Дисциплина              | Спортсмен        | Время | Место | Отставание |
| ----------------------- | ---------------- | ----- | ----- | ---------- |
| марафон                 | Эрика Абриль     |       |       |            |
| марафон                 | Келлис Ариас     |       |       |            |
| марафон                 | Анхье Орхуэла    |       |       |            |
| ходьба на 20 километров | Сандра Аренас    |       |       |            |
| ходьба на 20 километров | Йесейда Каррильо |       |       |            |
| ходьба на 20 километров | Сандра Гальвис   |       |       |            |

Технические дисциплины
| Дисциплина     | Спортсмен       | Квалификация | Квалификация | Финал     | Финал |
| Дисциплина     | Спортсмен       | Результат    | Место        | Результат | Место |
| -------------- | --------------- | ------------ | ------------ | --------- | ----- |
| тройной прыжок | Катрин Ибаргуэн |              |              |           |       |
| тройной прыжок | Йосирис Уррутия |              |              |           |       |
| толкание ядра  | Сандра Лемос    |              |              |           |       |
| метание копья  | Флор Руис       |              |              |           |       |

 Многоборье
| Дисциплина | Спортсмен     | Параметр  | 100 м с/б | высота | ядро | 200 м | длина | копьё | 800 м | Всего очков | Итоговое место |
| ---------- | ------------- | --------- | --------- | ------ | ---- | ----- | ----- | ----- | ----- | ----------- | -------------- |
| семиборье  | Эвелис Агилар | Результат |           |        |      |       |       |       |       |             |                |
| семиборье  | Эвелис Агилар | Очки      |           |        |      |       |       |       |       |             |                |
| семиборье  | Эвелис Агилар | Место     |           |        |      |       |       |       |       |             |                |

### Настольный теннис
Соревнования по настольному теннису проходили по системе плей-офф. Каждый матч продолжался до тех пор, пока один из теннисистов не выигрывал 4 партии. Сильнейшие 16 спортсменов начинали соревнования с третьего раунда, следующие 16 по рейтингу стартовали со второго раунда.
Женщины
| Соревнование     | Спортсмены | Квалификация       | Первый раунд                | Второй раунд          | Третий раунд          | 1/8 финала            | 1/4 финала            | Полуфинал             | Финал                 |
| Соревнование     | Спортсмены | Соперник Результат | Соперник Результат          | Соперник Результат    | Соперник Результат    | Соперник Результат    | Соперник Результат    | Соперник Результат    | Соперник Результат    |
| ---------------- | ---------- | ------------------ | --------------------------- | --------------------- | --------------------- | --------------------- | --------------------- | --------------------- | --------------------- |
| одиночный разряд | Лади Руано | Не участвовала     | И. Ваценковская (CZE) П 0:4 | Завершила выступление | Завершила выступление | Завершила выступление | Завершила выступление | Завершила выступление | Завершила выступление |

### Парусный спорт
Соревнования по парусному спорту в каждом из классов состояли из 10 или 12 гонок. Каждую гонку спортсмены начинали с общего старта. Победителем становился экипаж, первым пересекший финишную черту. Количество очков, идущих в общий зачёт, соответствовало занятому командой месту. 10 лучших экипажей по результатам предварительных заплывов попадали в медальную гонку, результаты которой также шли в общий зачёт. В медальной гонке, очки, полученные экипажем удваивались. В случае если участник соревнований не смог завершить гонку ему начислялось количество очков, равное количеству участников плюс один. При итоговом подсчёте очков не учитывался худший результат, показанный экипажем в одной из гонок. Сборная, набравшая наименьшее количество очков, становится олимпийским чемпионом.
Мужчины
| Класс | Спортсмены      | Гонка | Гонка | Гонка | Гонка | Гонка  | Гонка | Гонка | Гонка | Гонка | Гонка | Гонка | Гонка  | Гонка         | Очки | Место |
| Класс | Спортсмены      | 1     | 2     | 3     | 4     | 5      | 6     | 7     | 8     | 9     | 10    | 11    | 12     | M             | Очки | Место |
| ----- | --------------- | ----- | ----- | ----- | ----- | ------ | ----- | ----- | ----- | ----- | ----- | ----- | ------ | ------------- | ---- | ----- |
| RS:X  | Сантьяго Грильо | 29    | 24    | 24    | 32    | 37 DNF | 24    | 28    | 23    | 14    | 29    | 35    | 37 DNF | не участвовал | 299  | 30    |

### Регби-7

##### Женщины
Женская сборная Колумбии квалифицировалась на Игры, заняв первое место по итогам чемпионата Южной Америки 2015 года.
Состав
| Номер | Имя                    | Дата рождения | Рост, см | Вес, кг | Клуб               | Игры | Очки    | Очки       | Очки     | Очки  |
| Номер | Имя                    | Дата рождения | Рост, см | Вес, кг | Клуб               | Игры | Попытки | Реализации | Штрафные | Всего |
| ----- | ---------------------- | ------------- | -------- | ------- | ------------------ | ---- | ------- | ---------- | -------- | ----- |
| 1     | Николь Асеведо         | 15.10.1994    | 166      | 70      | РК Аталантас       | 5    | 0       | 0          | 0        | 0     |
| 2     | Натали Марчино Уррутия | 27.07.1981    | 170      | 63      | Беркли Олл Блюз    | 5    | 0       | 0          | 0        | 0     |
| 3     | Алехандра Бетанкур     | 13.06.1987    | 160      | 82      | РК Гатос           | 5    | 0       | 0          | 0        | 0     |
| 4     | Катеринне Медина       | 31.10.1992    | 162      | 60      | РК Гуахира         | 4    | 1       | 0          | 0        | 5     |
| 5     | Ана Каталина Рамирес   | 06.12.1991    | 168      | 69      | РК Минотаурос      | 5    | 0       | 0          | 0        | 0     |
| 6     | Исабель Ромеро Бенитес | 27.07.1996    | 161      | 62      | РК Гатос           | 5    | 0       | 0          | 0        | 0     |
| 7     | Эстефания Рамирес      | 10.09.1991    | 168      | 69      | РК Карнерос        | 4    | 0       | 0          | 0        | 0     |
| 8     | Соланье Дельгадо       | 09.11.1989    | 155      | 57      | РК Аталантас       | 5    | 0       | 0          | 0        | 0     |
| 9     | Мария Лопера Валье     | 18.04.1995    | 154      | 54      | РК Аталантас       | 5    | 0       | 0/2        | 0        | 0     |
| 10    | Гваделупе Лопес        | 12.01.1988    | 165      | 58      | РК Порра Кайманеро | 5    | 0       | 0          | 0        | 0     |
| 11    | Шарон Асеведо          | 05.03.1993    | 170      | 61      | РК Аталантас       | 5    | 1       | 0          | 0        | 5     |
| 12    | Лаура Гонсалес         | 08.03.1993    | 161      | 61      | РК Копакабана      | 4    | 0       | 0          | 0        | 0     |

| Должность      | Имя                  | Гражданство | Дата рождения |
| -------------- | -------------------- | ----------- | ------------- |
| Главный тренер | Лорен Пало           | Франция     |               |
| Менеджер       | Андрес Гомес Кастано | Колумбия    |               |

Результаты
Групповой этап (Группа A)
| Место | Команда   | И | В | Н | П | ОЗ  | ОП  | +/-  | Очки |
| ----- | --------- | - | - | - | - | --- | --- | ---- | ---- |
| 1     | Австралия | 3 | 2 | 1 | 0 | 101 | 12  | +89  | 8    |
| 2     | Фиджи     | 3 | 2 | 0 | 1 | 48  | 43  | +5   | 7    |
| 3     | США       | 3 | 1 | 1 | 1 | 67  | 24  | +43  | 6    |
| 4     | Колумбия  | 3 | 0 | 0 | 3 | 0   | 137 | -137 | 3    |

| 6 августа 2016 13:30 UTC-3 | \| Австралия \| 53:0 (27:0, 26:0) Протокол \| Колумбия \| \| Шами Уильямс 1' · Шарлотта Кэслик 3', 7+', 8' · Эмма Тонегато 5' · Шеннон Пэрри 7' · Николь Бек 10', 13' · Эми Тёрнер 12' · Хлои Далтон 3', 8', 10' · Джемма Этеридж 13' · Хлои Далтон 2' 6' 7' 7+' 12' \| Голы \| \| | Стадион Деодоро, Рио-де-Жанейро Судьи: Джессика Бирд |
| Австралия | 53:0 (27:0, 26:0) Протокол | Колумбия                                             |
| Шами Уильямс 1' · Шарлотта Кэслик 3', 7+', 8' · Эмма Тонегато 5' · Шеннон Пэрри 7' · Николь Бек 10', 13' · Эми Тёрнер 12' · Хлои Далтон 3', 8', 10' · Джемма Этеридж 13' · Хлои Далтон 2' 6' 7' 7+' 12' | Голы |                                                      |

| 6 августа 2016 18:00 UTC-3 | \| США \| 48:0 (24:0, 24:0) Протокол \| Колумбия \| \| Алев Келтер 1', 6' · Лорен Дойл 4' · Кэтрин Джонсон 7+', 13' · Джессика Джавелет 8' · Райан Карлайл 10' · Джоан Фаавеси 14' · Алев Келтер 2', 6' · Акалани Баравилала 8', 11' · Акалани Баравилала 4' · Алев Келтер 7+' · Райчел Стивенс 13' 14+' \| Голы \| \| | Стадион Деодоро, Рио-де-Жанейро Судьи: Беатрис Бенвенути |
| США | 48:0 (24:0, 24:0) Протокол | Колумбия                                                 |
| Алев Келтер 1', 6' · Лорен Дойл 4' · Кэтрин Джонсон 7+', 13' · Джессика Джавелет 8' · Райан Карлайл 10' · Джоан Фаавеси 14' · Алев Келтер 2', 6' · Акалани Баравилала 8', 11' · Акалани Баравилала 4' · Алев Келтер 7+' · Райчел Стивенс 13' 14+' | Голы |                                                          |

| 7 августа 2016 13:00 UTC-3 | \| Фиджи \| 36:0 (24:0, 12:0) Протокол \| Колумбия \| \| Райджели Давеуа 1', 3' · Лавения Тинаи 5' · Ана Рокица 7' · Вивиана Риваи 9' · Русила Нагасалу 14' · Вивиана Риваи 1' · Лавения Тинаи 3', 10' · Лавения Тинаи 5' 7' · Луиза Тисоло 14' \| Голы \| \| | Стадион Деодоро, Рио-де-Жанейро Судьи: Роуз Лабреш |
| Фиджи | 36:0 (24:0, 12:0) Протокол | Колумбия                                           |
| Райджели Давеуа 1', 3' · Лавения Тинаи 5' · Ана Рокица 7' · Вивиана Риваи 9' · Русила Нагасалу 14' · Вивиана Риваи 1' · Лавения Тинаи 3', 10' · Лавения Тинаи 5' 7' · Луиза Тисоло 14' | Голы |                                                    |

Полуфинал за 9-12-е места
| 7 августа 2016 16:00 UTC-3                                                                                    | \| Бразилия \| 24:0 (17:0, 7:0) Протокол \| Колумбия \| \| Мариана Рамальо 3' · Клаудия Телес 6', 7+' · Беатрис Мульбауэр 9' · Ракель Кошан 6', 9' · Ракель Кошан 3' 7+' \| Голы \| \| | Стадион Деодоро, Рио-де-Жанейро Судьи: Сакурако Кавасаки |
| Бразилия | 24:0 (17:0, 7:0) Протокол | Колумбия                                                 |
| Мариана Рамальо 3' · Клаудия Телес 6', 7+' · Беатрис Мульбауэр 9' · Ракель Кошан 6', 9' · Ракель Кошан 3' 7+' | Голы |                                                          |

Матч за 11-е место
| 8 августа 2016 12:30 UTC-3                                          | \| Колумбия \| 10:22 (10:5, 0:17) Протокол \| Кения \| \| Шарон Асеведо 1' · Катеринне Медина 7+' · Мария Лопера Валье 2' 7+' \| Голы \| Джанет Окело 5', 11' · Ирен Отьено 9' · Селестин Масинде 14+' · Джанет Овино 12' · Джанет Овино 5' 14+' · Дорин Нзива 9' \| | Стадион Деодоро, Рио-де-Жанейро Судьи: Роуз Лябреш                                                                       |
| Колумбия                                                            | 10:22 (10:5, 0:17) Протокол | Кения |
| Шарон Асеведо 1' · Катеринне Медина 7+' · Мария Лопера Валье 2' 7+' | Голы | Джанет Окело 5', 11' · Ирен Отьено 9' · Селестин Масинде 14+' · Джанет Овино 12' · Джанет Овино 5' 14+' · Дорин Нзива 9' |

Итог: женская сборная Колумбии по регби-7 по результатам олимпийского турнира заняла 12-е место.

### Стрельба
В январе 2013 года Международная федерация спортивной стрельбы приняла новые правила проведения соревнований на 2013—2016 года, которые, в частности, изменили порядок проведения финалов. Во многих дисциплинах спортсмены, прошедшие в финал, теперь начинают решающий раунд без очков, набранных в квалификации, а финал проходит по системе с выбыванием. Также в финалах после каждого раунда стрельбы из дальнейшей борьбы выбывает спортсмен с наименьшим количеством баллов. В скоростном пистолете решающие поединки проходят по системе попал-промах. В стендовой стрельбе добавился полуфинальный раунд, где определяются по два участника финального матча и поединка за третье место.
Мужчины
| Соревнование | Спортсмены  | Квалификация | Квалификация | Полуфинал            | Полуфинал            | Финал                | Финал                |
| Соревнование | Спортсмены  | Результат    | Место        | Результат            | Место                | Соперник/ Результат  | Место                |
| ------------ | ----------- | ------------ | ------------ | -------------------- | -------------------- | -------------------- | -------------------- |
| трап         | Данило Каро | 110          | 27           | завершил выступление | завершил выступление | завершил выступление | завершил выступление |

### Стрельба из лука
В квалификации соревнований лучники выполняют 12 серий выстрелов по 6 стрел с расстояния 70-ти метров. По итогам предварительного раунда составляется сетка плей-офф, где в 1/32 финала 1-й номер посева встречается с 64-м, 2-й с 63-м и т. д. В поединках на выбывание спортсмены выполняют по три выстрела. Участник, набравший за эту серию больше очков получает 2 очка. Если же оба лучника набрали одинаковое количество баллов, то они получают по одному очку. Победителем пары становится лучник, первым набравший 6 очков.
Мужчины
| Соревнование              | Спортсмены  | Квалификация | Квалификация | 1/32 финала         | 1/16 финала          | 1/8 финала           | Четвертьфинал        | Полуфинал            | Финал                | Место |
| Соревнование              | Спортсмены  | Результат    | Место        | Соперник Результат  | Соперник Результат   | Соперник Результат   | Соперник Результат   | Соперник Результат   | Соперник Результат   | Место |
| ------------------------- | ----------- | ------------ | ------------ | ------------------- | -------------------- | -------------------- | -------------------- | -------------------- | -------------------- | ----- |
| индивидуальное первенство | Андрес Пила | 654          | 43           | MASМ. Ка (22) П 0:6 | завершил выступление | завершил выступление | завершил выступление | завершил выступление | завершил выступление | 33    |

Женщины
| Соревнование              | Спортсмены                                | Квалификация | Квалификация | 1/32 финала                 | 1/16 финала           | 1/8 финала            | Четвертьфинал         | Полуфинал             | Финал                 | Место |
| Соревнование              | Спортсмены                                | Результат    | Место        | Соперник Результат          | Соперник Результат    | Соперник Результат    | Соперник Результат    | Соперник Результат    | Соперник Результат    | Место |
| ------------------------- | ----------------------------------------- | ------------ | ------------ | --------------------------- | --------------------- | --------------------- | --------------------- | --------------------- | --------------------- | ----- |
| индивидуальное первенство | Ана Рендон                                | 641          | 18           | SWEК. Бьерендаль (47) П 2:6 | завершила выступление | завершила выступление | завершила выступление | завершила выступление | завершила выступление | 33    |
| индивидуальное первенство | Наталия Санчес                            | 609          | 48           | RUSК. Перова (17) П 4:6     | завершила выступление | завершила выступление | завершила выступление | завершила выступление | завершила выступление | 33    |
| индивидуальное первенство | Каролина Агирре                           | 605          | 52           | ITAГ. Сартори (13) П 0:6    | завершила выступление | завершила выступление | завершила выступление | завершила выступление | завершила выступление | 33    |
| командное первенство      | Каролина Агирре Ана Рендон Наталия Санчес | 1855         | 10           | Не проводится               | Не проводится         | Индия (5) · П 3:5     | завершили выступление | завершили выступление | завершили выступление | 9     |

### Теннис
Соревнования пройдут на кортах олимпийского теннисного центра. Теннисные матчи будут проходить на кортах с твёрдым покрытием DecoTurf, на которых также проходит и Открытый чемпионат США.
Мужчины
| Соревнование  | Спортсмены                        | 1/32 финала        | 1/16 финала                             | 1/8 финала                         | Четвертьфинал         | Полуфинал             | Финал                 |
| Соревнование  | Спортсмены                        | Соперник Результат | Соперник Результат                      | Соперник Результат                 | Соперник Результат    | Соперник Результат    | Соперник Результат    |
| ------------- | --------------------------------- | ------------------ | --------------------------------------- | ---------------------------------- | --------------------- | --------------------- | --------------------- |
| парный разряд | Хуан Себастьян Кабаль Роберт Фара | Не проводится      | FRAП.-Ю. Эрбер / Н. Маю (1) В 7:64, 6:3 | USAС. Джонсон / Д. Сок П 4:6, 61:7 | завершили выступление | завершили выступление | завершили выступление |

Женщины
| Соревнование     | Спортсмены           | 1/32 финала                 | 1/16 финала           | 1/8 финала            | Четвертьфинал         | Полуфинал             | Финал                 |                       |
| Соревнование     | Спортсмены           | Соперник Результат          | Соперник Результат    | Соперник Результат    | Соперник Результат    | Соперник Результат    | Соперник Результат    |                       |
| ---------------- | -------------------- | --------------------------- | --------------------- | --------------------- | --------------------- | --------------------- | --------------------- | --------------------- |
| одиночный разряд | Мариана Дуке-Мариньо | GERА. Кербер (2) П 3:6, 5:7 | завершила выступление | завершила выступление | завершила выступление | завершила выступление | завершила выступление | завершила выступление |

### Тхэквондо
Соревнования по тхэквондо проходят по системе с выбыванием. Для победы в турнире спортсмену необходимо одержать 4 победы. Тхэквондисты, проигравшие по ходу соревнований будущим финалистам, принимают участие в утешительном турнире за две бронзовые медали.
Мужчины
| Категория | Спортсмены | Первый раунд       | Четвертьфинал      | Полуфинал          | Финал              | Место |
| Категория | Спортсмены | Соперник Результат | Соперник Результат | Соперник Результат | Соперник Результат | Место |
| --------- | ---------- | ------------------ | ------------------ | ------------------ | ------------------ | ----- |
| до 58 кг  |            |                    |                    |                    |                    |       |

Женщины
| Категория | Спортсмен | 1/8 финала         | Четвертьфинал      | Полуфинал          | Финал              | Место |
| Категория | Спортсмен | Соперник Результат | Соперник Результат | Соперник Результат | Соперник Результат | Место |
| --------- | --------- | ------------------ | ------------------ | ------------------ | ------------------ | ----- |
| до 57 кг  |           |                    |                    |                    |                    |       |

### Тяжёлая атлетика
Каждый НОК самостоятельно выбирает категорию в которой выступит её тяжелоатлет. В рамках соревнований проводятся два упражнения — рывок и толчок. В каждом из упражнений спортсмену даётся 3 попытки. Победитель определяется по сумме двух упражнений. При равенстве результатов победа присуждается спортсмену, с меньшим собственным весом.
По результатам двух последних чемпионатов мира сборная Колумбии в сводной квалификационной таблице показала 8-й результат у мужчин и 7-й у женщин, что позволило получить 9 олимпийских лицензий (5 в мужской части соревнований и 4 в женской).
Мужчины
| Категория | Спортсмены          | Вес   | Рывок | Рывок | Рывок | Толчок | Толчок | Толчок | Всего | Место |
| Категория | Спортсмены          | Вес   | 1     | 2     | 3     | 1      | 2      | 3      | Всего | Место |
| --------- | ------------------- | ----- | ----- | ----- | ----- | ------ | ------ | ------ | ----- | ----- |
| до 56 кг  | Хабиб Да Лас Салас  | 55,84 | 113   | 116   | 119   | 143    | 147    | 150    | 266   | 6     |
| до 62 кг  | Оскар Фигероа       | 61,86 | 137   | 142   | 145   | 172    | 176    | 179    | 318   | 1     |
| до 69 кг  | Луис Хавьер Москера | 68,54 | 150   | 150   | 155   | 183    | 189    | 190    | 338   | 3     |
| до 69 кг  | Эдвин Москера       | 68,69 | 140   | 144   | 144   | 165    | 170    | 175    | 310   | 15    |
| до 77 кг  | Андрес Кайседо      | 76,26 | 150   | 150   | 155   | 191    | 197    | 197    | 346   | 6     |

Женщины
Среди женщин наиболее близко к завоеванию медали подобралась Мерседес Перес, выступавшая в категории до 63 кг. После рывка Перес шла четвёртой, отставая от занимающей третье место Чхве Хё Сим всего на 1 кг. В толчке колумбийка взяла вес 130 кг, но этого не хватило для попадания на пьедестал, поскольку все основные соперницы показали результат лучше, чем Мерседес.
| Категория | Спортсмены     | Вес   | Рывок | Рывок | Рывок | Толчок | Толчок | Толчок | Всего | Место |
| Категория | Спортсмены     | Вес   | 1     | 2     | 3     | 1      | 2      | 3      | Всего | Место |
| --------- | -------------- | ----- | ----- | ----- | ----- | ------ | ------ | ------ | ----- | ----- |
| до 58 кг  | Лина Ривас     | 57,92 | 96    | 100   | 100   | 116    | 120    | 122    | 216   | 7     |
| до 63 кг  | Мерседес Перес | 62,74 | 100   | 104   | 104   | 125    | 130    | 137    | 234   | 4     |
| до 69 кг  | Лейди Солис    | 68,61 | 106   | 110   | 110   | 140    | 143    | 146    | 253   | 4     |
|           |                |       |       |       |       |        |        |        |       |       |

### Фехтование
В индивидуальных соревнованиях спортсмены сражаются три раунда по три минуты, либо до того момента, как один из спортсменов нанесёт 15 уколов. В командных соревнованиях поединок идёт 9 раундов по 3 минуты каждый, либо до 45 уколов. Если по окончании времени в поединке зафиксирован ничейный результат, то назначается дополнительная минута до «золотого» укола.
Мужчины
| Соревнование         | Спортсмены                | 1/32 финала                 | 1/16 финала           | 1/8 финала           | Четвертьфинал        | Полуфинал            | Финал                | Место |
| Соревнование         | Спортсмены                | Соперник Результат          | Соперник Результат    | Соперник Результат   | Соперник Результат   | Соперник Результат   | Соперник Результат   | Место |
| -------------------- | ------------------------- | --------------------------- | --------------------- | -------------------- | -------------------- | -------------------- | -------------------- | ----- |
| индивидуальная шпага | Джон Эдисон Родригес (29) | UKRД. Карюченко (36) В 15:7 | HUNГ. Имре (4) П 8:15 | завершил выступление | завершил выступление | завершил выступление | завершил выступление | 29    |

Женщины
| Соревнование          | Спортсмены         | 1/32 финала        | 1/16 финала                | 1/8 финала            | Четвертьфинал         | Полуфинал             | Финал                 | Место |
| Соревнование          | Спортсмены         | Соперник Результат | Соперник Результат         | Соперник Результат    | Соперник Результат    | Соперник Результат    | Соперник Результат    | Место |
| --------------------- | ------------------ | ------------------ | -------------------------- | --------------------- | --------------------- | --------------------- | --------------------- | ----- |
| индивидуальная рапира | Саския Гарсия (18) | не участвовала     | HUNА. Мохамед (15) П 12:15 | завершила выступление | завершила выступление | завершила выступление | завершила выступление | 21    |

### Футбол

#### Мужчины
Олимпийская сборная Колумбии квалифицировалась на Игры, победив по итогам стыковых матчей сборную США с общим счётом 3:2. В мужском олимпийском турнире примут участие сборные, составленные из игроков не старше 23 лет (родившиеся после 1 января 1993 года). Также в заявку могут войти не более 3-х футболистов старше этого возраста.
Состав
| №              | Имя                    | Клуб                   | Дата рождения   | Возраст | Игр     | Голов   |
| Вратари        | Вратари                | Вратари                | Вратари         | Вратари | Вратари | Вратари |
| -------------- | ---------------------- | ---------------------- | --------------- | ------- | ------- | ------- |
| 1              | Кристиан Бонилья       | Атлетико Насьональ     | 2 июня 1993     | 23      | 1       | 0       |
| 18             | Луис Уртадо            | Депортиво Кали         | 24 января 1994  | 22      | 0       | 0       |
| Защитники      |                        |                        |                 |         |         |         |
| 2              | Уильям Тесильо*        | Индепендьенте Санта-Фе | 2 февраля 1990  | 26      | 1       | 0       |
| 3              | Дейви Баланта          | Атлетико Хуниор        | 2 сентября 1993 | 22      | 1       | 0       |
| 4              | Дейвер Мачадо          | Мильонариос            | 2 сентября 1993 | 22      | 1       | 0       |
| 5              | Фелипе Агилар          | Атлетико Насьональ     | 20 января 1993  | 23      | 0       | 0       |
| 13             | Элибельтон Паласиос    | Депортиво Кали         | 11 июня 1993    | 23      | 1       | 0       |
| 17             | Кристиан Борха         | Индепендьенте Санта-Фе | 18 февраля 1993 | 23      | 0       | 0       |
| Полузащитники  |                        |                        |                 |         |         |         |
| 6              | Джефферсон Лерма       | Леванте                | 25 октября 1994 | 21      | 0       | 0       |
| 12             | Андрес Роа             | Депортиво Кали         | 25 мая 1993     | 23      | 1       | 0       |
| 14             | Себастьян Перес        | Атлетико Насьональ     | 29 марта 1993   | 23      | 1       | 0       |
| 15             | Вильмар Барриос        | Депортес Толима        | 16 октября 1993 | 22      | 1       | 0       |
| 16             | Кевин Баланта          | Депортиво Кали         | 28 апреля 1997  | 19      | 1       | 0       |
| Нападающие     |                        |                        |                 |         |         |         |
| 7              | Арлей Родригес         | Атлетико Насьональ     | 13 февраля 1993 | 23      | 0       | 0       |
| 8              | Дорлан Пабон*          | Монтеррей              | 24 января 1988  | 28      | 1       | 1       |
| 9              | Мигель Борха           | Атлетико Насьональ     | 26 января 1993  | 23      | 1       | 0       |
| 10             | Теофило Гутьеррес* (к) | Спортинг Лиссабон      | 17 мая 1985     | 31      | 1       | 1       |
| 11             | Арольд Пресиадо        | Депортиво Кали         | 1 июня 1994     | 22      | 1       | 0       |
| Главный тренер |                        |                        |                 |         |         |         |
| Флаг Колумбии  | Карлос Рестрепо        | Карлос Рестрепо        | 5 марта 1961    | 55      |         |         |

Результаты
Групповой этап (Группа B)
| М | Команда  | И | В | Н | П | Мячи  | ±  | О |
| - | -------- | - | - | - | - | ----- | -- | - |
| 1 | Нигерия  | 3 | 2 | 0 | 1 | 6 − 6 | 0  | 6 |
| 2 | Колумбия | 3 | 1 | 2 | 0 | 6 − 4 | +2 | 5 |
| 3 | Япония   | 3 | 1 | 1 | 1 | 7 − 7 | 0  | 4 |
| 4 | Швеция   | 3 | 0 | 1 | 2 | 2 − 4 | −2 | 1 |

| 4 августа 2016 18:00 UTC-4 | \| Швеция \| 2:2 (1:1) Отчёт \| Колумбия \| \| Исхак 43′ · Айдаревич 62′ \| Голы \| Гутьеррес 17′ · Пабон 75′ (пен.) \| | Стадион: Амазония, Манаус Зрителей: 29 996 Судья: Фахад аль-Мирдаси |
| Швеция                     | 2:2 (1:1) Отчёт | Колумбия                                                            |
| Исхак 43′ · Айдаревич 62′  | Голы | Гутьеррес 17′ · Пабон 75′ (пен.)                                    |

| 7 августа 2016 21:00 UTC-4 | \| Япония \| 2:2 (0:0) Отчёт \| Колумбия \| \| Асано 67′ · Накадзима 74′ \| Голы \| Гутьеррес 59′ · Фудзихару 65′ (авт.) \| | Стадион: Национальный стадион, Бразилиа Зрителей: 26 603 Судья: Сергей Карасёв |
| Япония                     | 2:2 (0:0) Отчёт | Колумбия                                                                       |
| Асано 67′ · Накадзима 74′  | Голы | Гутьеррес 59′ · Фудзихару 65′ (авт.)                                           |

| 10 августа 2016 19:00 UTC-3 | \| Колумбия \| \| Нигерия \| | Стадион: Арена Коринтианс, Сан-Паулу |
| Колумбия                    |                              | Нигерия                              |

#### Женщины
Женская сборная Колумбии квалифицировалась на Игры, завоевав золотые медали на Кубке Америки 2014 года.
Состав
| №              | Имя               | Клуб                  | Дата рождения    | Возраст | Игр     | Голов   |
| Вратари        | Вратари           | Вратари               | Вратари          | Вратари | Вратари | Вратари |
| -------------- | ----------------- | --------------------- | ---------------- | ------- | ------- | ------- |
| 1              | Каталина Перес    | Майами Харрикейнз     | 7 ноября 1994    | 21      | 0       | 0       |
| 18             | Сандра Сепульведа | Формас Медельин       | 2 марта 1988     | 28      | 3       | -7      |
| Защитники      |                   |                       |                  |         |         |         |
| 5              | Исабелла Эчеверри | Университет Толедо    | 15 июня 1994     | 22      | 1       | 0       |
| 6              | Лиана Саласар     | Футуро Соккер         | 15 сентября 1992 | 23      | 3       | 0       |
| 8              | Милдрей Пинеда    | Депортиво Генерасьонс | 30 сентября 1989 | 26      | 1       | 0       |
| 9              | Орианика Веласкес | Гол Стар              | 21 июля 1989     | 27      | 3       | 0       |
| 13             | Анхела Клавихо    | Каматса               | 31 августа 1993  | 22      | 3       | 0       |
| 14             | Натали Ариас      | Формас Медельин       | 1 апреля 1986    | 30      | 3       | 0       |
| 17             | Каролина Ариас    | Орсомарсо             | 1 сентября 1990  | 25      | 3       | 0       |
| Полузащитники  |                   |                       |                  |         |         |         |
| 2              | Каролина Арбелаэс | Формас Медельин       | 7 марта 1995     | 21      | 0       | 0       |
| 3              | Наталья Гаитан    | Валенсия              | 2 апреля 1991    | 25      | 3       | 0       |
| 4              | Диана Оспина      | Формас Медельин       | 2 марта 1989     | 27      | 3       | 0       |
| 10             | Лейси Сантос      | Гол Стар              | 15 мая 1996      | 20      | 3       | 0       |
| 11             | Каталина Усме     | Формас Медельин       | 24 декабря 1989  | 26      | 3       | 2       |
| 15             | Татиана Ариса     | Хьюстон Эйсес         | 20 февраля 1991  | 25      | 3       | 0       |
| Нападающие     |                   |                       |                  |         |         |         |
| 7              | Ингрид Видаль     | Депортиво Генерасьонс | 21 апреля 1991   | 25      | 3       | 0       |
| 12             | Николь Реньер     | Райо Вальекано        | 27 февраля 1995  | 21      | 1       | 0       |
| 16             | Лейди Андраде     | Вестерн Нью-Йорк Флэш | 9 января 1992    | 24      | 3       | 0       |
| Главный тренер |                   |                       |                  |         |         |         |
| Флаг Колумбии  | Фабиан Таборда    | Фабиан Таборда        | 19 сентября 1978 | 37      |         |         |

Результаты
Групповой этап (Группа G)
| М | Команда        | И | В | Н | П | Мячи  | ±  | О |
| - | -------------- | - | - | - | - | ----- | -- | - |
| 1 | США            | 3 | 2 | 1 | 0 | 5 − 2 | +3 | 7 |
| 2 | Франция        | 3 | 2 | 0 | 1 | 7 − 1 | +6 | 6 |
| 3 | Новая Зеландия | 3 | 1 | 0 | 2 | 1 − 5 | −4 | 3 |
| 4 | Колумбия       | 3 | 0 | 1 | 2 | 2 − 7 | −5 | 1 |

| 3 августа 2016 22:00 UTC-3                               | \| Франция \| 4:0 (3:0) Отчёт \| Колумбия \| \| Ариас 4′ (авт.) · Ле Соммер 14′ · Абили 42′ · Маджри 82′ \| Голы \| \| | Стадион: Минейран, Белу-Оризонти Зрителей: 6847 Судья: Ри Хян Ок |
| Франция                                                  | 4:0 (3:0) Отчёт | Колумбия                                                         |
| Ариас 4′ (авт.) · Ле Соммер 14′ · Абили 42′ · Маджри 82′ | Голы |                                                                  |

| 6 августа 2016 20:00 UTC-3 | \| Колумбия \| 0:1 (0:1) Отчёт \| Новая Зеландия \| \| \| Голы \| Хирн 31′ \| | Стадион: Минейран, Белу-Оризонти Зрителей: 8505 Судья: Глэдис Ленгве |
| Колумбия                   | 0:1 (0:1) Отчёт                                                               | Новая Зеландия                                                       |
|                            | Голы                                                                          | Хирн 31′                                                             |

| 9 августа 2016 18:00 UTC-4 | \| Колумбия \| 2:2 (1:1) Отчёт \| США \| \| Каталина Усме 26′, 90′ \| Голы \| Кристал Данн 41′ · Мэллори Пью 60′ \| | Стадион: Амазония, Манаус Зрителей: 30 557 Судья: Албон Теодора |
| Колумбия                   | 2:2 (1:1) Отчёт | США                                                             |
| Каталина Усме 26′, 90′     | Голы | Кристал Данн 41′ · Мэллори Пью 60′                              |